# The Best of Benny Hill
The Best of Benny Hill è un film a sketch del 1974 diretto da John Robins ispirato alla serie televisiva britannica Benny Hill Show, andato in onda sul canale Thames Television fin dal 1969, di cui raccoglie alcuni degli sketch più famosi. Tutti gli sketch presenti nel film sono tratti dagli episodi della serie prodotti e diretti dallo stesso John Robins. Il film vede la partecipazione straordinaria di David Prowse nello sketch intitolato L'antico pozzo dei desideri (Ye Olde Wishing Well).
Un'operazione simile era stata realizzata in precedenza dai Monty Python, che nel 1971 nel film E ora qualcosa di completamente diverso avevano riproposto i migliori sketch della loro serie televisiva Il circo volante dei Monty Python. In questo caso, però, furono riproposti integralmente gli sketch televisivi originali, con parziali modifiche tecniche, mentre nel film dei Monty Python furono girati nuovamente.

## Produzione e distribuzione
Il film è stato prodotto nel 1974 dalla Euston Films, società sussidiaria della Thames Television, e distribuito dalla EMI Films. Trattandosi di un montaggio delle immagini televisive originali, queste ultime furono trasferite dalle pellicole 16 millimetri usate per la TV alle pellicole 35 millimetri usate per il cinema.
Il film è stato poi distribuito in Italia dalla Mirage Films a partire dal 1974. Negli USA è stato invece distribuito in formato VHS dalla Republic Pictures Home Video a partire dal 1994, e in formato DVD dalla Anchor Bay Entertainment a partire dal 2001.